# Lijst van in Nederland geregistreerde aanduidingen voor de verkiezingen voor het Europees Parlement
Hieronder staat een lijst van in Nederland geregistreerde aanduidingen voor de verkiezingen voor het Europees Parlement. Het stelsel dateert van 1989 (het jaar van inwerkingtreding van de Kieswet). De aanduidingen worden met een oplopend nummer door de Kiesraad in een register ingeschreven; zij worden vervolgens gepubliceerd in de Staatscourant.
Kleurcodering
-  is in de zittingsperiode 2024-2029 vertegenwoordigd in het Europees Parlement;
-  is in het verleden vertegenwoordigd geweest in het Europees Parlement;
-  heeft deelgenomen aan verkiezingen voor het Europees Parlement zonder een zetel te behalen;
-  heeft niet deelgenomen aan verkiezingen voor het Europees Parlement;[a]
-  is ingeschreven ná de laatst gehouden verkiezingen voor het Europees Parlement.

| Registratie- nummer | Huidige of laatste aanduiding            | Vorige aanduiding(en) | Ingeschreven     | Geschrapt         |
| ------------------- | ---------------------------------------- | --- | ---------------- | ----------------- |
| 1                   | VVD                                      | VVD – Europese Liberaal-Democraten (tot 3 maart 2014)                                                                                                   |                  |                   |
| 2                   | CDA - Europese Volkspartij               | |                  |                   |
| 3                   | Partij van de Arbeid (PvdA)              | P.v.d.A./Europese Sociaaldemocraten (tot 13 maart 2024)                                                                                                 |                  |                   |
| 4                   | D66                                      | D66 (tot 18 maart 2004) Democraten 66 (D66) (tot 3 maart 2014) Democraten 66 (D66) – ALDE (tot 27 februari 2019) Democraten 66 (D66) (tot 13 juli 2020) |                  |                   |
| 5                   | Regenboog                                | | 24 juni 1992     | 7 oktober 1992    |
| 6                   | ChristenUnie-SGP                         | SGP, GPV en RPF (tot 10 december 2003) | 24 juni 1992     | 13 maart 2024     |
| 7                   | SP (Socialistische Partij)               | |                  |                   |
| 8                   | GROENLINKS                               | |                  |                   |
| 9                   | Een Betere Toekomst ...                  | |                  | 25 augustus 1999  |
| 10                  | De Groenen                               | |                  | 11 juli 2001      |
| 11                  | CD                                       | |                  | 10 maart 2004     |
| 12                  | Nederlandse Christen Democraten (N.C.D.) | | 16 maart 1994    | 31 augustus 1994  |
| 13                  | Islamitische Partij Nederland            | | 2 november 1998  | 25 augustus 1999  |
| 14                  | Conservatieve Democraten                 | | 24 februari 1999 | 7 juli 2004       |
| 15                  | DE EUROPESE PARTIJ                       | | 16 maart 1999    | 7 juli 2004       |
| 16                  | Nieuwe Midden Partij (NMP)               | | 16 maart 1999    | 11 juli 2001      |
| 17                  | Europees Verkiezers Platform Nederland   | | 16 maart 1999    | 7 juli 2004       |
| 18                  | LEEFBAAR EUROPA                          | | 27 januari 2003  | 21 september 2009 |
| 19                  | Lijst Pim Fortuyn                        | Lijst Pim Fortuyn (LPF) | 10 maart 2004    | 28 maart 2008     |
| 20                  | Partij voor de Dieren                    | | 10 maart 2004    |                   |
| 21                  | Nieuw Rechts                             | | 10 maart 2004    | 8 september 2008  |
| 22                  | Partij voor het Noorden                  | | 10 maart 2004    | 21 september 2009 |
| 23                  | Democratisch Europa                      | | 18 maart 2004    | 21 september 2009 |
| 24                  | Europa Transparant                       | | 18 maart 2004    | 21 april 2008     |
| 25                  | Partij van de Toekomst                   | | 18 maart 2004    | 7 juli 2004       |
| 26                  | Respect.Nu                               | | 18 maart 2004    | 21 september 2009 |
| 27                  | Europees Senioren Platform Nederland     | | 18 maart 2004    | 7 juli 2004       |
| 28                  | Newropeans                               | | 27 januari 2009  | 25 augustus 2014  |
| 29                  | Libertas                                 | | 27 januari 2009  | 25 augustus 2014  |
| 30                  | Liberaal Democratische Partij            | | 27 januari 2009  | 13 mei 2019       |
| 31                  | PVV (Partij voor de Vrijheid)            | | 16 maart 2009    |                   |
| 32                  | Solidara                                 | | 9 maart 2009     | 25 augustus 2014  |
| 33                  | EUROPESE KLOKKENLUIDERS PARTIJ (EKP)     | | 9 maart 2009     | 25 augustus 2014  |
| 34                  | E.S.P.                                   | | 16 maart 2009    | 21 september 2009 |
| 35                  | Partij voor Europese Politiek (PEP)      | | 16 maart 2009    | 25 augustus 2014  |
| 36                  | Europa Voordelig! & Duurzaam             | | 16 maart 2009    | 25 augustus 2014  |
| 37                  | De Groenen                               | | 16 maart 2009    |                   |
| 38                  | Artikel50                                | | 9 december 2013  | 13 mei 2019       |
| 39                  | Aanklacht                                | | 10 februari 2014 | 25 augustus 2014  |
| 40                  | 50PLUS                                   | | 10 februari 2014 |                   |
| 41                  | Vrouwen Partij                           | | 3 maart 2014     | 25 augustus 2014  |
| 42                  | Ikkiesvooreerlijk.eu                     | | 3 maart 2014     | 13 mei 2019       |
| 43                  | JEZUS LEEFT                              | | 3 maart 2014     | 26 augustus 2024  |
| 44                  | Anti EU(ro) Partij                       | | 3 maart 2014     | 13 mei 2019       |
| 45                  | Nieuwe Communistische Partij – NCPN      | | 3 maart 2014     | 25 augustus 2014  |
| 46                  | EU-XL                                    | | 3 maart 2014     | 25 augustus 2014  |
| 47                  | Vooruitgangspartij                       | | 3 maart 2014     | 25 augustus 2014  |
| 48                  | Piratenpartij                            | | 3 maart 2014     |                   |
| 49                  | Ware Volks Partij                        | | 3 maart 2014     | 25 augustus 2014  |
| 50                  | IQ, de Rechten-Plichten-Partij           | | 3 maart 2014     | 13 mei 2019       |
| 51                  | Red het Noorden                          | | 3 maart 2014     | 25 augustus 2014  |
| 52                  | Monsterlijst                             | | 3 maart 2014     | 25 augustus 2014  |
| 53                  | Aandacht en Eenvoud                      | | 3 maart 2014     | 13 mei 2019       |
| 54                  | DENK                                     | | 11 december 2017 | 26 augustus 2024  |
| 55                  | Forum voor Democratie                    | | 14 mei 2018      |                   |
| 56                  | Volt                                     | Volt Nederland (tot 12 mei 2025) | 8 oktober 2018   |                   |
| 57                  | PVAZ (Partij Voor Alle Zaken)            | | 14 januari 2019  | 13 mei 2019       |
| 58                  | vandeRegio                               | | 27 februari 2019 |                   |
| 59                  | Liberaal Democratische Partij (LibDem)   | | 26 april 2021    | 26 augustus 2024  |
| 60                  | BBB                                      | BBB Europa (tot 12 juni 2023) | 2 maart 2023     |                   |
| 61                  | Belang Van Nederland (BVNL)              | | 26 februari 2024 |                   |
| 62                  | Mijn Stem Telt! Het Burgerinitiatief     | | 26 februari 2024 | 26 augustus 2024  |
| 63                  | Staatkundig Gereformeerde Partij (SGP)   | | 13 maart 2024    |                   |
| 64                  | ChristenUnie                             | | 13 maart 2024    |                   |
| 65                  | Meer Directe Democratie                  | | 13 maart 2024    |                   |
| 66                  | NL PLAN EU                               | | 13 maart 2024    |                   |
| 67                  | Stem voor de Aarde                       | | 13 maart 2024    | 26 augustus 2024  |
| 68                  | NSC                                      | | 25 maart 2024    |                   |
| 69                  | JA21                                     | | 25 maart 2024    |                   |
| 70                  | PDIB (Partij voor Democratie in Balans)  | | 26 mei 2025      |                   |
| 71                  | ELLECT                                   | | 16 juni 2025     |                   |
| 72                  | Liberaal Democratische Partij (LibDem)   | | 30 juni 2025     |                   |